# Pretarsus

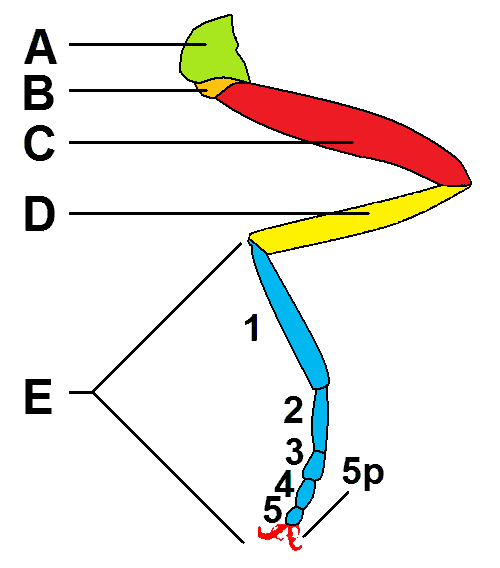
E5p = pretarsus van een vlinderpoot.

De pretarsus of voet is het uiteinde van de gelede poot (tarsus) van een insect. De pretarsus draagt vaak haakachtige structuren die dienen om zich vast te houden. Bij sommige insecten bevat de voet ook smaakreceptoren, zoals de vlinders. Hierdoor proeft een vlinder de ondergrond zodra het dier erop landt.